# Dampfzentrale
 (mai 2024).
Si vous disposez d'ouvrages ou d'articles de référence ou si vous connaissez des sites web de qualité traitant du thème abordé ici, merci de compléter l'article en donnant les références utiles à sa vérifiabilité et en les liant à la section « Notes et références ».
La Dampfzentrale est un centre culturel accueillant de la danse et de la musique contemporaine situé dans le quartier du Marzili à Berne. Il est installé dans les locaux d’une ancienne centrale électrique à vapeur.

## Histoire
La centrale électrique à vapeur a été construite en complément de la centrale hydraulique du Mattequartier en 1904 selon les plans de l’architecte Eduard Joos qui avait déjà signé ceux de l’université de Berne. En 1939, elle cesse d’utiliser le charbon puis stoppe totalement ses activités en 1973. Après l’abandon d’un projet de transformation en piscine et centre sportif, la ville de Berne décide sa démolition en 1981. Les services de protection du patrimoine interviennent alors, considérant que le bâtiment est intéressant à sauver d’un point de vue d’histoire industrielle.
Lors de la révolte de la jeunesse qui agite Berne dès le début des années 1980, les contestataires demandent des lieux alternatifs de culture. Face au manque de coopération des autorités, l’association Dampfzentrale est fondée en 1986 avec pour but d’obtenir l’utilisation de la Dampfzentrale comme centre culturel. En mai 1987, le bâtiment est occupé pendant une nuit. Le 19 octobre de la même année, les autorités bernoises donnent leur feu vert pour une utilisation expérimentale du site. Dix ans plus tard, les autorités bernoises votent un crédit de rénovation de 4,1 millions de francs.
Le 15 mai 2011, le corps électoral bernois vote pour la première fois au sujet de la Dampfzentrale : 73 % des votants approuvent un contrat de subvention pour 2012-15 avec une orientation claire vers la culture contemporaine.

## Source
- (de) Cet article est partiellement ou en totalité issu de l’article de Wikipédia en allemand intitulé « Dampfzentrale Bern » (voir la liste des auteurs).